# Finali elementari
|   | a                                 | b                                 | c                                 | d                                 | e                                 | f                                 | g                                 | h                                 |   |
| 8 | e5 re del nero · c3 re del bianco | e5 re del nero · c3 re del bianco | e5 re del nero · c3 re del bianco | e5 re del nero · c3 re del bianco | e5 re del nero · c3 re del bianco | e5 re del nero · c3 re del bianco | e5 re del nero · c3 re del bianco | e5 re del nero · c3 re del bianco | 8 |
| 7 | e5 re del nero · c3 re del bianco | e5 re del nero · c3 re del bianco | e5 re del nero · c3 re del bianco | e5 re del nero · c3 re del bianco | e5 re del nero · c3 re del bianco | e5 re del nero · c3 re del bianco | e5 re del nero · c3 re del bianco | e5 re del nero · c3 re del bianco | 7 |
| 6 | e5 re del nero · c3 re del bianco | e5 re del nero · c3 re del bianco | e5 re del nero · c3 re del bianco | e5 re del nero · c3 re del bianco | e5 re del nero · c3 re del bianco | e5 re del nero · c3 re del bianco | e5 re del nero · c3 re del bianco | e5 re del nero · c3 re del bianco | 6 |
| 5 | e5 re del nero · c3 re del bianco | e5 re del nero · c3 re del bianco | e5 re del nero · c3 re del bianco | e5 re del nero · c3 re del bianco | e5 re del nero · c3 re del bianco | e5 re del nero · c3 re del bianco | e5 re del nero · c3 re del bianco | e5 re del nero · c3 re del bianco | 5 |
| 4 | e5 re del nero · c3 re del bianco | e5 re del nero · c3 re del bianco | e5 re del nero · c3 re del bianco | e5 re del nero · c3 re del bianco | e5 re del nero · c3 re del bianco | e5 re del nero · c3 re del bianco | e5 re del nero · c3 re del bianco | e5 re del nero · c3 re del bianco | 4 |
| 3 | e5 re del nero · c3 re del bianco | e5 re del nero · c3 re del bianco | e5 re del nero · c3 re del bianco | e5 re del nero · c3 re del bianco | e5 re del nero · c3 re del bianco | e5 re del nero · c3 re del bianco | e5 re del nero · c3 re del bianco | e5 re del nero · c3 re del bianco | 3 |
| 2 | e5 re del nero · c3 re del bianco | e5 re del nero · c3 re del bianco | e5 re del nero · c3 re del bianco | e5 re del nero · c3 re del bianco | e5 re del nero · c3 re del bianco | e5 re del nero · c3 re del bianco | e5 re del nero · c3 re del bianco | e5 re del nero · c3 re del bianco | 2 |
| 1 | e5 re del nero · c3 re del bianco | e5 re del nero · c3 re del bianco | e5 re del nero · c3 re del bianco | e5 re del nero · c3 re del bianco | e5 re del nero · c3 re del bianco | e5 re del nero · c3 re del bianco | e5 re del nero · c3 re del bianco | e5 re del nero · c3 re del bianco | 1 |
|   | a                                 | b                                 | c                                 | d                                 | e                                 | f                                 | g                                 | h                                 |   |

I finali elementari sono, negli scacchi, la categoria di finali più semplici che i giocatori devono conoscere. Si tratta di posizioni caratterizzate da strategie di vittoria intuitive, che non richiedono la comprensione di particolari tecniche avanzate; per questo, i finali elementari sono i primi finali che vengono insegnati ai principianti. I finali si dicono "vinti" se, a gioco corretto di entrambe le parti, il giocatore in vantaggio può forzare lo scacco matto, mentre vengono detti "patti" se, a gioco corretto, la parte più debole riesce ad evitarlo.

## Re contro re
Si tratta di un finale chiaramente pari (o patto), perché il re, per le regole degli scacchi, non può, muovendosi, entrare nel raggio d'azione di un pezzo avversario. Dato che questo vale per entrambi i re, in pratica, nessuno di loro può avvicinarsi all'altro in modo da attaccarlo. Da notare che i due re, pur non potendosi attaccare, possono limitarsi a vicenda nei movimenti, proprio perché non possono stare vicini.

## Re e cavallo o re e alfiere contro re
Sia il finale di re e cavallo contro re che quello di re e alfiere contro re si risolvono in una patta, poiché non esiste modo di dare scacco matto in quanto il raggio d'azione di tali pezzi risulta insufficiente per forzarlo.

## Re e donna contro re
|   | a                                                       | b                                                       | c                                                       | d                                                       | e                                                       | f                                                       | g                                                       | h                                                       |   |
| 8 | e5 re del nero · d1 donna del bianco · e1 re del bianco | e5 re del nero · d1 donna del bianco · e1 re del bianco | e5 re del nero · d1 donna del bianco · e1 re del bianco | e5 re del nero · d1 donna del bianco · e1 re del bianco | e5 re del nero · d1 donna del bianco · e1 re del bianco | e5 re del nero · d1 donna del bianco · e1 re del bianco | e5 re del nero · d1 donna del bianco · e1 re del bianco | e5 re del nero · d1 donna del bianco · e1 re del bianco | 8 |
| 7 | e5 re del nero · d1 donna del bianco · e1 re del bianco | e5 re del nero · d1 donna del bianco · e1 re del bianco | e5 re del nero · d1 donna del bianco · e1 re del bianco | e5 re del nero · d1 donna del bianco · e1 re del bianco | e5 re del nero · d1 donna del bianco · e1 re del bianco | e5 re del nero · d1 donna del bianco · e1 re del bianco | e5 re del nero · d1 donna del bianco · e1 re del bianco | e5 re del nero · d1 donna del bianco · e1 re del bianco | 7 |
| 6 | e5 re del nero · d1 donna del bianco · e1 re del bianco | e5 re del nero · d1 donna del bianco · e1 re del bianco | e5 re del nero · d1 donna del bianco · e1 re del bianco | e5 re del nero · d1 donna del bianco · e1 re del bianco | e5 re del nero · d1 donna del bianco · e1 re del bianco | e5 re del nero · d1 donna del bianco · e1 re del bianco | e5 re del nero · d1 donna del bianco · e1 re del bianco | e5 re del nero · d1 donna del bianco · e1 re del bianco | 6 |
| 5 | e5 re del nero · d1 donna del bianco · e1 re del bianco | e5 re del nero · d1 donna del bianco · e1 re del bianco | e5 re del nero · d1 donna del bianco · e1 re del bianco | e5 re del nero · d1 donna del bianco · e1 re del bianco | e5 re del nero · d1 donna del bianco · e1 re del bianco | e5 re del nero · d1 donna del bianco · e1 re del bianco | e5 re del nero · d1 donna del bianco · e1 re del bianco | e5 re del nero · d1 donna del bianco · e1 re del bianco | 5 |
| 4 | e5 re del nero · d1 donna del bianco · e1 re del bianco | e5 re del nero · d1 donna del bianco · e1 re del bianco | e5 re del nero · d1 donna del bianco · e1 re del bianco | e5 re del nero · d1 donna del bianco · e1 re del bianco | e5 re del nero · d1 donna del bianco · e1 re del bianco | e5 re del nero · d1 donna del bianco · e1 re del bianco | e5 re del nero · d1 donna del bianco · e1 re del bianco | e5 re del nero · d1 donna del bianco · e1 re del bianco | 4 |
| 3 | e5 re del nero · d1 donna del bianco · e1 re del bianco | e5 re del nero · d1 donna del bianco · e1 re del bianco | e5 re del nero · d1 donna del bianco · e1 re del bianco | e5 re del nero · d1 donna del bianco · e1 re del bianco | e5 re del nero · d1 donna del bianco · e1 re del bianco | e5 re del nero · d1 donna del bianco · e1 re del bianco | e5 re del nero · d1 donna del bianco · e1 re del bianco | e5 re del nero · d1 donna del bianco · e1 re del bianco | 3 |
| 2 | e5 re del nero · d1 donna del bianco · e1 re del bianco | e5 re del nero · d1 donna del bianco · e1 re del bianco | e5 re del nero · d1 donna del bianco · e1 re del bianco | e5 re del nero · d1 donna del bianco · e1 re del bianco | e5 re del nero · d1 donna del bianco · e1 re del bianco | e5 re del nero · d1 donna del bianco · e1 re del bianco | e5 re del nero · d1 donna del bianco · e1 re del bianco | e5 re del nero · d1 donna del bianco · e1 re del bianco | 2 |
| 1 | e5 re del nero · d1 donna del bianco · e1 re del bianco | e5 re del nero · d1 donna del bianco · e1 re del bianco | e5 re del nero · d1 donna del bianco · e1 re del bianco | e5 re del nero · d1 donna del bianco · e1 re del bianco | e5 re del nero · d1 donna del bianco · e1 re del bianco | e5 re del nero · d1 donna del bianco · e1 re del bianco | e5 re del nero · d1 donna del bianco · e1 re del bianco | e5 re del nero · d1 donna del bianco · e1 re del bianco | 1 |
|   | a                                                       | b                                                       | c                                                       | d                                                       | e                                                       | f                                                       | g                                                       | h                                                       |   |

Questo finale è sempre vinto, perché la donna ha un raggio d'azione più che sufficiente, con l'ausilio del re, per forzare lo scacco matto; la parte attaccante ha molteplici possibilità per arrivare allo scacco matto finale, ma si possono identificare due fasi:
1. confinamento del Re avversario sul bordo o in un angolo
2. attacco decisivo finale con scacco matto.

### Strategia
Strategia dell'attaccante
deve impedire al re avversario di restare al centro, costringendolo ad arretrare tramite azione di re e donna o anche con la sola donna. Una volta confinato l'avversario sul bordo, l'attaccante deve portare il proprio re alla minima distanza da quello avversario in modo da impedirne ogni fuga, quindi usare la donna per effettuare lo scacco matto finale.
Strategia del difendente
deve tentare di mantenere il proprio re il più possibile al centro della scacchiera, evitando di spingersi volontariamente verso il bordo oppure verso un angolo.

### Esempio
Partendo dalla posizione del diagramma, un possibile seguito è il seguente:
1.Re2(?) Re4 2.Dd3+ Re5 3.Re3 Rf6 4.Rf4 Re6 5.Dd4 Re7 6.Rf5 Rf7 7.Dd7+ Rg8 8.Rf6 Rh8 9.Dg7#

## Re e torre contro re
|   | a                                                       | b                                                       | c                                                       | d                                                       | e                                                       | f                                                       | g                                                       | h                                                       |   |
| 8 | e5 re del nero · a1 torre del bianco · e1 re del bianco | e5 re del nero · a1 torre del bianco · e1 re del bianco | e5 re del nero · a1 torre del bianco · e1 re del bianco | e5 re del nero · a1 torre del bianco · e1 re del bianco | e5 re del nero · a1 torre del bianco · e1 re del bianco | e5 re del nero · a1 torre del bianco · e1 re del bianco | e5 re del nero · a1 torre del bianco · e1 re del bianco | e5 re del nero · a1 torre del bianco · e1 re del bianco | 8 |
| 7 | e5 re del nero · a1 torre del bianco · e1 re del bianco | e5 re del nero · a1 torre del bianco · e1 re del bianco | e5 re del nero · a1 torre del bianco · e1 re del bianco | e5 re del nero · a1 torre del bianco · e1 re del bianco | e5 re del nero · a1 torre del bianco · e1 re del bianco | e5 re del nero · a1 torre del bianco · e1 re del bianco | e5 re del nero · a1 torre del bianco · e1 re del bianco | e5 re del nero · a1 torre del bianco · e1 re del bianco | 7 |
| 6 | e5 re del nero · a1 torre del bianco · e1 re del bianco | e5 re del nero · a1 torre del bianco · e1 re del bianco | e5 re del nero · a1 torre del bianco · e1 re del bianco | e5 re del nero · a1 torre del bianco · e1 re del bianco | e5 re del nero · a1 torre del bianco · e1 re del bianco | e5 re del nero · a1 torre del bianco · e1 re del bianco | e5 re del nero · a1 torre del bianco · e1 re del bianco | e5 re del nero · a1 torre del bianco · e1 re del bianco | 6 |
| 5 | e5 re del nero · a1 torre del bianco · e1 re del bianco | e5 re del nero · a1 torre del bianco · e1 re del bianco | e5 re del nero · a1 torre del bianco · e1 re del bianco | e5 re del nero · a1 torre del bianco · e1 re del bianco | e5 re del nero · a1 torre del bianco · e1 re del bianco | e5 re del nero · a1 torre del bianco · e1 re del bianco | e5 re del nero · a1 torre del bianco · e1 re del bianco | e5 re del nero · a1 torre del bianco · e1 re del bianco | 5 |
| 4 | e5 re del nero · a1 torre del bianco · e1 re del bianco | e5 re del nero · a1 torre del bianco · e1 re del bianco | e5 re del nero · a1 torre del bianco · e1 re del bianco | e5 re del nero · a1 torre del bianco · e1 re del bianco | e5 re del nero · a1 torre del bianco · e1 re del bianco | e5 re del nero · a1 torre del bianco · e1 re del bianco | e5 re del nero · a1 torre del bianco · e1 re del bianco | e5 re del nero · a1 torre del bianco · e1 re del bianco | 4 |
| 3 | e5 re del nero · a1 torre del bianco · e1 re del bianco | e5 re del nero · a1 torre del bianco · e1 re del bianco | e5 re del nero · a1 torre del bianco · e1 re del bianco | e5 re del nero · a1 torre del bianco · e1 re del bianco | e5 re del nero · a1 torre del bianco · e1 re del bianco | e5 re del nero · a1 torre del bianco · e1 re del bianco | e5 re del nero · a1 torre del bianco · e1 re del bianco | e5 re del nero · a1 torre del bianco · e1 re del bianco | 3 |
| 2 | e5 re del nero · a1 torre del bianco · e1 re del bianco | e5 re del nero · a1 torre del bianco · e1 re del bianco | e5 re del nero · a1 torre del bianco · e1 re del bianco | e5 re del nero · a1 torre del bianco · e1 re del bianco | e5 re del nero · a1 torre del bianco · e1 re del bianco | e5 re del nero · a1 torre del bianco · e1 re del bianco | e5 re del nero · a1 torre del bianco · e1 re del bianco | e5 re del nero · a1 torre del bianco · e1 re del bianco | 2 |
| 1 | e5 re del nero · a1 torre del bianco · e1 re del bianco | e5 re del nero · a1 torre del bianco · e1 re del bianco | e5 re del nero · a1 torre del bianco · e1 re del bianco | e5 re del nero · a1 torre del bianco · e1 re del bianco | e5 re del nero · a1 torre del bianco · e1 re del bianco | e5 re del nero · a1 torre del bianco · e1 re del bianco | e5 re del nero · a1 torre del bianco · e1 re del bianco | e5 re del nero · a1 torre del bianco · e1 re del bianco | 1 |
|   | a                                                       | b                                                       | c                                                       | d                                                       | e                                                       | f                                                       | g                                                       | h                                                       |   |

Questo finale è sempre vinto, perché la torre ha un raggio d'azione più che sufficiente, con l'ausilio del re, per forzare lo scacco matto; la parte attaccante ha molteplici possibilità per arrivare allo scacco matto finale, ma si possono identificare due fasi:
1. confinamento del re avversario sul bordo o in un angolo con il proprio re in opposizione a quello avversario
2. attacco decisivo finale con scacco matto

### Strategia
Strategia dell'attaccante
deve impedire al re avversario di restare al centro, costringendolo ad arretrare tramite azione di re e torre. In questo caso, per forzare il re avversario ad arretrare, è necessario:
- manovrare con la torre per impedire l'avanzata incontrollata, tagliandolo fuori dal resto della scacchiera lungo le traverse o le colonne.
- obbligare il re avversario a portarsi in opposizione al proprio. Se questi tenta di sottrarsi, è possibile giocare una mossa d'attesa con la torre, lungo la traversa, in modo da cedere la mossa all'avversario e facilitare il verificarsi dell'opposizione. Quando questo si verifica, dando scacco lateralmente con la torre, il re avversario si trova costretto ad arretrare verso il bordo. Quando questi si trova sul bordo, questa manovra produce lo scacco matto.

Strategia del difendente
deve tentare di mantenere il proprio re il più possibile al centro della scacchiera, evitando di spingersi volontariamente verso il bordo oppure verso un angolo. Inoltre, fino a che risulta possibile, il re deve evitare di trovarsi in opposizione con il re avversario; possibilmente, il difendente deve cercare di attaccare la torre avversaria per guadagnare mosse, a patto però di non finire in opposizione.

### Esempio
Partendo dalla posizione del diagramma, un possibile seguito è il seguente:
1.Re2 Rd4
se il Bianco ora giocasse 2.Rd2 il Nero, con Re4 eviterebbe ancora l'opposizione. È necessaria una mossa di attesa
2.Tc1 Re4 3.Tc4+ Rd5 4.Rd3 Re5 5.Ta4
ancora una mossa di attesa, necessaria ad evitare futuri attacchi
5…Rf5 6.Re3 Rg5 7.Rf3 Rh5 8.Rg3 Rg6 9.Ta5
approfitta del fatto che il re arretra per confinarlo sulle ultime 3 traverse
9…Rf6 10.Rf4 Re6 11.Re4 Rd6 12.Rd4 Rc6 13.Rc4 Rb6 14.Th5 Ra7 15.Rb5 Rb7
arretrando volontariamente, il Bianco, con Th6 toglierebbe comunque la 6ª traversa al Nero
16.Th7+ Rc8 17.Rc6 Rd8 18.Rd6 Re8 19.Re6 Rf8 20.Rf6 Rg8 21.Ta7 Rh8 22.Rg6 Rg8 23.Ta8#

## Re e due alfieri contro re
|   | a                                                                                 | b                                                                                 | c                                                                                 | d                                                                                 | e                                                                                 | f                                                                                 | g                                                                                 | h                                                                                 |   |
| 8 | e5 re del nero · c1 alfiere del bianco · e1 re del bianco · f1 alfiere del bianco | e5 re del nero · c1 alfiere del bianco · e1 re del bianco · f1 alfiere del bianco | e5 re del nero · c1 alfiere del bianco · e1 re del bianco · f1 alfiere del bianco | e5 re del nero · c1 alfiere del bianco · e1 re del bianco · f1 alfiere del bianco | e5 re del nero · c1 alfiere del bianco · e1 re del bianco · f1 alfiere del bianco | e5 re del nero · c1 alfiere del bianco · e1 re del bianco · f1 alfiere del bianco | e5 re del nero · c1 alfiere del bianco · e1 re del bianco · f1 alfiere del bianco | e5 re del nero · c1 alfiere del bianco · e1 re del bianco · f1 alfiere del bianco | 8 |
| 7 | e5 re del nero · c1 alfiere del bianco · e1 re del bianco · f1 alfiere del bianco | e5 re del nero · c1 alfiere del bianco · e1 re del bianco · f1 alfiere del bianco | e5 re del nero · c1 alfiere del bianco · e1 re del bianco · f1 alfiere del bianco | e5 re del nero · c1 alfiere del bianco · e1 re del bianco · f1 alfiere del bianco | e5 re del nero · c1 alfiere del bianco · e1 re del bianco · f1 alfiere del bianco | e5 re del nero · c1 alfiere del bianco · e1 re del bianco · f1 alfiere del bianco | e5 re del nero · c1 alfiere del bianco · e1 re del bianco · f1 alfiere del bianco | e5 re del nero · c1 alfiere del bianco · e1 re del bianco · f1 alfiere del bianco | 7 |
| 6 | e5 re del nero · c1 alfiere del bianco · e1 re del bianco · f1 alfiere del bianco | e5 re del nero · c1 alfiere del bianco · e1 re del bianco · f1 alfiere del bianco | e5 re del nero · c1 alfiere del bianco · e1 re del bianco · f1 alfiere del bianco | e5 re del nero · c1 alfiere del bianco · e1 re del bianco · f1 alfiere del bianco | e5 re del nero · c1 alfiere del bianco · e1 re del bianco · f1 alfiere del bianco | e5 re del nero · c1 alfiere del bianco · e1 re del bianco · f1 alfiere del bianco | e5 re del nero · c1 alfiere del bianco · e1 re del bianco · f1 alfiere del bianco | e5 re del nero · c1 alfiere del bianco · e1 re del bianco · f1 alfiere del bianco | 6 |
| 5 | e5 re del nero · c1 alfiere del bianco · e1 re del bianco · f1 alfiere del bianco | e5 re del nero · c1 alfiere del bianco · e1 re del bianco · f1 alfiere del bianco | e5 re del nero · c1 alfiere del bianco · e1 re del bianco · f1 alfiere del bianco | e5 re del nero · c1 alfiere del bianco · e1 re del bianco · f1 alfiere del bianco | e5 re del nero · c1 alfiere del bianco · e1 re del bianco · f1 alfiere del bianco | e5 re del nero · c1 alfiere del bianco · e1 re del bianco · f1 alfiere del bianco | e5 re del nero · c1 alfiere del bianco · e1 re del bianco · f1 alfiere del bianco | e5 re del nero · c1 alfiere del bianco · e1 re del bianco · f1 alfiere del bianco | 5 |
| 4 | e5 re del nero · c1 alfiere del bianco · e1 re del bianco · f1 alfiere del bianco | e5 re del nero · c1 alfiere del bianco · e1 re del bianco · f1 alfiere del bianco | e5 re del nero · c1 alfiere del bianco · e1 re del bianco · f1 alfiere del bianco | e5 re del nero · c1 alfiere del bianco · e1 re del bianco · f1 alfiere del bianco | e5 re del nero · c1 alfiere del bianco · e1 re del bianco · f1 alfiere del bianco | e5 re del nero · c1 alfiere del bianco · e1 re del bianco · f1 alfiere del bianco | e5 re del nero · c1 alfiere del bianco · e1 re del bianco · f1 alfiere del bianco | e5 re del nero · c1 alfiere del bianco · e1 re del bianco · f1 alfiere del bianco | 4 |
| 3 | e5 re del nero · c1 alfiere del bianco · e1 re del bianco · f1 alfiere del bianco | e5 re del nero · c1 alfiere del bianco · e1 re del bianco · f1 alfiere del bianco | e5 re del nero · c1 alfiere del bianco · e1 re del bianco · f1 alfiere del bianco | e5 re del nero · c1 alfiere del bianco · e1 re del bianco · f1 alfiere del bianco | e5 re del nero · c1 alfiere del bianco · e1 re del bianco · f1 alfiere del bianco | e5 re del nero · c1 alfiere del bianco · e1 re del bianco · f1 alfiere del bianco | e5 re del nero · c1 alfiere del bianco · e1 re del bianco · f1 alfiere del bianco | e5 re del nero · c1 alfiere del bianco · e1 re del bianco · f1 alfiere del bianco | 3 |
| 2 | e5 re del nero · c1 alfiere del bianco · e1 re del bianco · f1 alfiere del bianco | e5 re del nero · c1 alfiere del bianco · e1 re del bianco · f1 alfiere del bianco | e5 re del nero · c1 alfiere del bianco · e1 re del bianco · f1 alfiere del bianco | e5 re del nero · c1 alfiere del bianco · e1 re del bianco · f1 alfiere del bianco | e5 re del nero · c1 alfiere del bianco · e1 re del bianco · f1 alfiere del bianco | e5 re del nero · c1 alfiere del bianco · e1 re del bianco · f1 alfiere del bianco | e5 re del nero · c1 alfiere del bianco · e1 re del bianco · f1 alfiere del bianco | e5 re del nero · c1 alfiere del bianco · e1 re del bianco · f1 alfiere del bianco | 2 |
| 1 | e5 re del nero · c1 alfiere del bianco · e1 re del bianco · f1 alfiere del bianco | e5 re del nero · c1 alfiere del bianco · e1 re del bianco · f1 alfiere del bianco | e5 re del nero · c1 alfiere del bianco · e1 re del bianco · f1 alfiere del bianco | e5 re del nero · c1 alfiere del bianco · e1 re del bianco · f1 alfiere del bianco | e5 re del nero · c1 alfiere del bianco · e1 re del bianco · f1 alfiere del bianco | e5 re del nero · c1 alfiere del bianco · e1 re del bianco · f1 alfiere del bianco | e5 re del nero · c1 alfiere del bianco · e1 re del bianco · f1 alfiere del bianco | e5 re del nero · c1 alfiere del bianco · e1 re del bianco · f1 alfiere del bianco | 1 |
|   | a                                                                                 | b                                                                                 | c                                                                                 | d                                                                                 | e                                                                                 | f                                                                                 | g                                                                                 | h                                                                                 |   |

Questo finale è sempre vinto, perché due alfieri hanno un raggio d'azione sufficiente, con l'ausilio del re, per forzare lo scacco matto; la parte attaccante ha molteplici possibilità per arrivare allo scacco matto finale, ma si possono identificare tre fasi:
1. confinamento del re avversario sul bordo
2. confinamento del re avversario in un angolo
3. attacco decisivo finale con scacco matto

### Strategia
Strategia dell'attaccante
deve impedire al re avversario di restare al centro, costringendolo ad arretrare tramite azione di re e pezzi. Una volta confinato l'avversario sul bordo, l'attaccante deve portare il proprio re alla minima distanza da quello avversario in modo da impedirne ogni fuga, quindi usare gli alfieri per portare il re avversario verso un angolo. Tramite una manovra "a scaletta", una volta costretto il re avversario in un angolo, è possibile effettuare lo scacco matto finale.
Un modo efficace per usare gli alfieri è collocarli su caselle adiacenti, dove creano delle barriere diagonali invalicabili per il re avversario. In generale è opportuno collocarli anche in modo da non ostacolare l'avanzata del proprio re, che è comunque necessario per la vittoria finale.
Strategia del difendente
deve tentare di mantenere il proprio re il più possibile al centro della scacchiera, evitando di spingersi volontariamente verso il bordo oppure verso un angolo.

### Esempio
Partendo dalla posizione del diagramma, un possibile seguito è questo:
1.Re2 Re4 2.Ab2 Rd5 3.Rd3 Rc5 4.Re4 Rc6 5.Ad4
toglie la casa c5 al re Nero, impedendogli di avanzare
5…Rd6 6.Ac4
quando sono accanto, gli alfieri formano una barriera
6…Rc6 7.Re5 Rd7 8.Ac5 Rc6 9.Ab4 Rd7 10.Ab5+ Rc7 11.Aa5+
questo scacco è efficace solo grazie alla presenza del re bianco in e5, che impedisce al re nero di tornare in d6, verso il centro
11…Rb7 12.Rd6 Ra7 13.Rc7 Ra8 14.Ab4
una mossa di attesa necessaria per poter dare scacco successivamente senza permettere la fuga del re
14…Ra7 15.Ac5+ Ra8 16.Ac6#

## Re, alfiere e cavallo contro re
|   | a                                                                                 | b                                                                                 | c                                                                                 | d                                                                                 | e                                                                                 | f                                                                                 | g                                                                                 | h                                                                                 |   |
| 8 | e5 re del nero · c1 alfiere del bianco · e1 re del bianco · g1 cavallo del bianco | e5 re del nero · c1 alfiere del bianco · e1 re del bianco · g1 cavallo del bianco | e5 re del nero · c1 alfiere del bianco · e1 re del bianco · g1 cavallo del bianco | e5 re del nero · c1 alfiere del bianco · e1 re del bianco · g1 cavallo del bianco | e5 re del nero · c1 alfiere del bianco · e1 re del bianco · g1 cavallo del bianco | e5 re del nero · c1 alfiere del bianco · e1 re del bianco · g1 cavallo del bianco | e5 re del nero · c1 alfiere del bianco · e1 re del bianco · g1 cavallo del bianco | e5 re del nero · c1 alfiere del bianco · e1 re del bianco · g1 cavallo del bianco | 8 |
| 7 | e5 re del nero · c1 alfiere del bianco · e1 re del bianco · g1 cavallo del bianco | e5 re del nero · c1 alfiere del bianco · e1 re del bianco · g1 cavallo del bianco | e5 re del nero · c1 alfiere del bianco · e1 re del bianco · g1 cavallo del bianco | e5 re del nero · c1 alfiere del bianco · e1 re del bianco · g1 cavallo del bianco | e5 re del nero · c1 alfiere del bianco · e1 re del bianco · g1 cavallo del bianco | e5 re del nero · c1 alfiere del bianco · e1 re del bianco · g1 cavallo del bianco | e5 re del nero · c1 alfiere del bianco · e1 re del bianco · g1 cavallo del bianco | e5 re del nero · c1 alfiere del bianco · e1 re del bianco · g1 cavallo del bianco | 7 |
| 6 | e5 re del nero · c1 alfiere del bianco · e1 re del bianco · g1 cavallo del bianco | e5 re del nero · c1 alfiere del bianco · e1 re del bianco · g1 cavallo del bianco | e5 re del nero · c1 alfiere del bianco · e1 re del bianco · g1 cavallo del bianco | e5 re del nero · c1 alfiere del bianco · e1 re del bianco · g1 cavallo del bianco | e5 re del nero · c1 alfiere del bianco · e1 re del bianco · g1 cavallo del bianco | e5 re del nero · c1 alfiere del bianco · e1 re del bianco · g1 cavallo del bianco | e5 re del nero · c1 alfiere del bianco · e1 re del bianco · g1 cavallo del bianco | e5 re del nero · c1 alfiere del bianco · e1 re del bianco · g1 cavallo del bianco | 6 |
| 5 | e5 re del nero · c1 alfiere del bianco · e1 re del bianco · g1 cavallo del bianco | e5 re del nero · c1 alfiere del bianco · e1 re del bianco · g1 cavallo del bianco | e5 re del nero · c1 alfiere del bianco · e1 re del bianco · g1 cavallo del bianco | e5 re del nero · c1 alfiere del bianco · e1 re del bianco · g1 cavallo del bianco | e5 re del nero · c1 alfiere del bianco · e1 re del bianco · g1 cavallo del bianco | e5 re del nero · c1 alfiere del bianco · e1 re del bianco · g1 cavallo del bianco | e5 re del nero · c1 alfiere del bianco · e1 re del bianco · g1 cavallo del bianco | e5 re del nero · c1 alfiere del bianco · e1 re del bianco · g1 cavallo del bianco | 5 |
| 4 | e5 re del nero · c1 alfiere del bianco · e1 re del bianco · g1 cavallo del bianco | e5 re del nero · c1 alfiere del bianco · e1 re del bianco · g1 cavallo del bianco | e5 re del nero · c1 alfiere del bianco · e1 re del bianco · g1 cavallo del bianco | e5 re del nero · c1 alfiere del bianco · e1 re del bianco · g1 cavallo del bianco | e5 re del nero · c1 alfiere del bianco · e1 re del bianco · g1 cavallo del bianco | e5 re del nero · c1 alfiere del bianco · e1 re del bianco · g1 cavallo del bianco | e5 re del nero · c1 alfiere del bianco · e1 re del bianco · g1 cavallo del bianco | e5 re del nero · c1 alfiere del bianco · e1 re del bianco · g1 cavallo del bianco | 4 |
| 3 | e5 re del nero · c1 alfiere del bianco · e1 re del bianco · g1 cavallo del bianco | e5 re del nero · c1 alfiere del bianco · e1 re del bianco · g1 cavallo del bianco | e5 re del nero · c1 alfiere del bianco · e1 re del bianco · g1 cavallo del bianco | e5 re del nero · c1 alfiere del bianco · e1 re del bianco · g1 cavallo del bianco | e5 re del nero · c1 alfiere del bianco · e1 re del bianco · g1 cavallo del bianco | e5 re del nero · c1 alfiere del bianco · e1 re del bianco · g1 cavallo del bianco | e5 re del nero · c1 alfiere del bianco · e1 re del bianco · g1 cavallo del bianco | e5 re del nero · c1 alfiere del bianco · e1 re del bianco · g1 cavallo del bianco | 3 |
| 2 | e5 re del nero · c1 alfiere del bianco · e1 re del bianco · g1 cavallo del bianco | e5 re del nero · c1 alfiere del bianco · e1 re del bianco · g1 cavallo del bianco | e5 re del nero · c1 alfiere del bianco · e1 re del bianco · g1 cavallo del bianco | e5 re del nero · c1 alfiere del bianco · e1 re del bianco · g1 cavallo del bianco | e5 re del nero · c1 alfiere del bianco · e1 re del bianco · g1 cavallo del bianco | e5 re del nero · c1 alfiere del bianco · e1 re del bianco · g1 cavallo del bianco | e5 re del nero · c1 alfiere del bianco · e1 re del bianco · g1 cavallo del bianco | e5 re del nero · c1 alfiere del bianco · e1 re del bianco · g1 cavallo del bianco | 2 |
| 1 | e5 re del nero · c1 alfiere del bianco · e1 re del bianco · g1 cavallo del bianco | e5 re del nero · c1 alfiere del bianco · e1 re del bianco · g1 cavallo del bianco | e5 re del nero · c1 alfiere del bianco · e1 re del bianco · g1 cavallo del bianco | e5 re del nero · c1 alfiere del bianco · e1 re del bianco · g1 cavallo del bianco | e5 re del nero · c1 alfiere del bianco · e1 re del bianco · g1 cavallo del bianco | e5 re del nero · c1 alfiere del bianco · e1 re del bianco · g1 cavallo del bianco | e5 re del nero · c1 alfiere del bianco · e1 re del bianco · g1 cavallo del bianco | e5 re del nero · c1 alfiere del bianco · e1 re del bianco · g1 cavallo del bianco | 1 |
|   | a                                                                                 | b                                                                                 | c                                                                                 | d                                                                                 | e                                                                                 | f                                                                                 | g                                                                                 | h                                                                                 |   |

Questo finale è vinto in un massimo di 33 mosse (supponendo che l'attaccante attui la strategia perfetta) anche se la tecnica è complessa e non di semplice attuazione; lo scacco matto sarà dato nell'angolo di colore uguale alle case controllate dal proprio alfiere, ma per arrivare a tanto occorrerà prima relegare il re avversario nell'angolo opposto e successivamente forzarlo verso l'angolo "buono". Ricapitolando si possono identificare tre fasi:
1. confinamento del re avversario nell'angolo di colore opposto a quelle controllate dal proprio alfiere
2. confinamento del re avversario nell'altro angolo della scacchiera
3. attacco decisivo finale con scacco matto

### Strategia
Strategia dell'attaccante
L'attaccante deve, necessariamente con tutti i pezzi, portare il Re avversario in un angolo del colore uguale al proprio alfiere. È importante che ci sia una stretta collaborazione fra tutti e tre i pezzi dell'attaccante per giungere alla vittoria. L'alfiere può coprire un'intera diagonale, ma allo stesso tempo dovrà essere protetto, possibilmente dal proprio Re. Nel frattempo, il cavallo impedirà al Re avversario di fuggire per le caselle adiacenti di colore opposto all'alfiere dell'attaccante.
Strategia del difendente
Il difendente non ha altra scelta che muovere e tenere il proprio Re nelle caselle di colore opposto all'alfiere dell'attaccante, muovendosi possibilmente lungo la diagonale adiacente di colore opposto dell'alfiere avversario. L'attaccante in questo modo dovrà faticare molto per dare scacco matto. Inoltre, se l'attaccante non ha una grande esperienza, il difendente può portare il proprio Re nell'angolo di colore opposto all'alfiere dell'attaccante, stando al gioco, di modo che quest'ultimo, una volta arrivato in angolo, debba rifare tutto da capo. Così facendo, il difendente può benissimo giungere alle 50 mosse necessarie per giungere ad una patta.
Cercare di rimanere al centro con il proprio Re non è una mossa sbagliata, tuttavia si hanno più probabilità di perdere, e quindi di non raggiungere le cinquanta mosse.

## Re e due cavalli contro re
|   | a                                                                                 | b                                                                                 | c                                                                                 | d                                                                                 | e                                                                                 | f                                                                                 | g                                                                                 | h                                                                                 |   |
| 8 | g8 re del nero · d7 cavallo del bianco · g6 re del bianco · e5 cavallo del bianco | g8 re del nero · d7 cavallo del bianco · g6 re del bianco · e5 cavallo del bianco | g8 re del nero · d7 cavallo del bianco · g6 re del bianco · e5 cavallo del bianco | g8 re del nero · d7 cavallo del bianco · g6 re del bianco · e5 cavallo del bianco | g8 re del nero · d7 cavallo del bianco · g6 re del bianco · e5 cavallo del bianco | g8 re del nero · d7 cavallo del bianco · g6 re del bianco · e5 cavallo del bianco | g8 re del nero · d7 cavallo del bianco · g6 re del bianco · e5 cavallo del bianco | g8 re del nero · d7 cavallo del bianco · g6 re del bianco · e5 cavallo del bianco | 8 |
| 7 | g8 re del nero · d7 cavallo del bianco · g6 re del bianco · e5 cavallo del bianco | g8 re del nero · d7 cavallo del bianco · g6 re del bianco · e5 cavallo del bianco | g8 re del nero · d7 cavallo del bianco · g6 re del bianco · e5 cavallo del bianco | g8 re del nero · d7 cavallo del bianco · g6 re del bianco · e5 cavallo del bianco | g8 re del nero · d7 cavallo del bianco · g6 re del bianco · e5 cavallo del bianco | g8 re del nero · d7 cavallo del bianco · g6 re del bianco · e5 cavallo del bianco | g8 re del nero · d7 cavallo del bianco · g6 re del bianco · e5 cavallo del bianco | g8 re del nero · d7 cavallo del bianco · g6 re del bianco · e5 cavallo del bianco | 7 |
| 6 | g8 re del nero · d7 cavallo del bianco · g6 re del bianco · e5 cavallo del bianco | g8 re del nero · d7 cavallo del bianco · g6 re del bianco · e5 cavallo del bianco | g8 re del nero · d7 cavallo del bianco · g6 re del bianco · e5 cavallo del bianco | g8 re del nero · d7 cavallo del bianco · g6 re del bianco · e5 cavallo del bianco | g8 re del nero · d7 cavallo del bianco · g6 re del bianco · e5 cavallo del bianco | g8 re del nero · d7 cavallo del bianco · g6 re del bianco · e5 cavallo del bianco | g8 re del nero · d7 cavallo del bianco · g6 re del bianco · e5 cavallo del bianco | g8 re del nero · d7 cavallo del bianco · g6 re del bianco · e5 cavallo del bianco | 6 |
| 5 | g8 re del nero · d7 cavallo del bianco · g6 re del bianco · e5 cavallo del bianco | g8 re del nero · d7 cavallo del bianco · g6 re del bianco · e5 cavallo del bianco | g8 re del nero · d7 cavallo del bianco · g6 re del bianco · e5 cavallo del bianco | g8 re del nero · d7 cavallo del bianco · g6 re del bianco · e5 cavallo del bianco | g8 re del nero · d7 cavallo del bianco · g6 re del bianco · e5 cavallo del bianco | g8 re del nero · d7 cavallo del bianco · g6 re del bianco · e5 cavallo del bianco | g8 re del nero · d7 cavallo del bianco · g6 re del bianco · e5 cavallo del bianco | g8 re del nero · d7 cavallo del bianco · g6 re del bianco · e5 cavallo del bianco | 5 |
| 4 | g8 re del nero · d7 cavallo del bianco · g6 re del bianco · e5 cavallo del bianco | g8 re del nero · d7 cavallo del bianco · g6 re del bianco · e5 cavallo del bianco | g8 re del nero · d7 cavallo del bianco · g6 re del bianco · e5 cavallo del bianco | g8 re del nero · d7 cavallo del bianco · g6 re del bianco · e5 cavallo del bianco | g8 re del nero · d7 cavallo del bianco · g6 re del bianco · e5 cavallo del bianco | g8 re del nero · d7 cavallo del bianco · g6 re del bianco · e5 cavallo del bianco | g8 re del nero · d7 cavallo del bianco · g6 re del bianco · e5 cavallo del bianco | g8 re del nero · d7 cavallo del bianco · g6 re del bianco · e5 cavallo del bianco | 4 |
| 3 | g8 re del nero · d7 cavallo del bianco · g6 re del bianco · e5 cavallo del bianco | g8 re del nero · d7 cavallo del bianco · g6 re del bianco · e5 cavallo del bianco | g8 re del nero · d7 cavallo del bianco · g6 re del bianco · e5 cavallo del bianco | g8 re del nero · d7 cavallo del bianco · g6 re del bianco · e5 cavallo del bianco | g8 re del nero · d7 cavallo del bianco · g6 re del bianco · e5 cavallo del bianco | g8 re del nero · d7 cavallo del bianco · g6 re del bianco · e5 cavallo del bianco | g8 re del nero · d7 cavallo del bianco · g6 re del bianco · e5 cavallo del bianco | g8 re del nero · d7 cavallo del bianco · g6 re del bianco · e5 cavallo del bianco | 3 |
| 2 | g8 re del nero · d7 cavallo del bianco · g6 re del bianco · e5 cavallo del bianco | g8 re del nero · d7 cavallo del bianco · g6 re del bianco · e5 cavallo del bianco | g8 re del nero · d7 cavallo del bianco · g6 re del bianco · e5 cavallo del bianco | g8 re del nero · d7 cavallo del bianco · g6 re del bianco · e5 cavallo del bianco | g8 re del nero · d7 cavallo del bianco · g6 re del bianco · e5 cavallo del bianco | g8 re del nero · d7 cavallo del bianco · g6 re del bianco · e5 cavallo del bianco | g8 re del nero · d7 cavallo del bianco · g6 re del bianco · e5 cavallo del bianco | g8 re del nero · d7 cavallo del bianco · g6 re del bianco · e5 cavallo del bianco | 2 |
| 1 | g8 re del nero · d7 cavallo del bianco · g6 re del bianco · e5 cavallo del bianco | g8 re del nero · d7 cavallo del bianco · g6 re del bianco · e5 cavallo del bianco | g8 re del nero · d7 cavallo del bianco · g6 re del bianco · e5 cavallo del bianco | g8 re del nero · d7 cavallo del bianco · g6 re del bianco · e5 cavallo del bianco | g8 re del nero · d7 cavallo del bianco · g6 re del bianco · e5 cavallo del bianco | g8 re del nero · d7 cavallo del bianco · g6 re del bianco · e5 cavallo del bianco | g8 re del nero · d7 cavallo del bianco · g6 re del bianco · e5 cavallo del bianco | g8 re del nero · d7 cavallo del bianco · g6 re del bianco · e5 cavallo del bianco | 1 |
|   | a                                                                                 | b                                                                                 | c                                                                                 | d                                                                                 | e                                                                                 | f                                                                                 | g                                                                                 | h                                                                                 |   |

Questo finale è considerato patto, perché non esiste, a gioco corretto, modo di forzare lo scacco matto. Se il difendente commette un errore, è tuttavia possibile che subisca lo scacco matto quando si trova in prossimità di un angolo.
Nel diagramma, ad esempio, se la mossa è al Bianco, questi può giocare:
1.Cf6+
e, se il Nero sbaglia, giocando 1…Rh8??, segue 2.Cf7#, ma, a gioco corretto, il Nero può giocare
1…Rf8
uscendo dall'angolo ed evitando la sconfitta.

## Re e alfiere contro re e alfiere con gli alfieri su case con diversi colori
Questo finale è patto ma se uno dei due giocatori sbaglia può causare lo scacco matto. Esempio:
|   | a                                                                               | b                                                                               | c                                                                               | d                                                                               | e                                                                               | f                                                                               | g                                                                               | h                                                                               |   |
| 8 | b8 re del nero · d8 re del bianco · d7 alfiere del bianco · c5 alfiere del nero | b8 re del nero · d8 re del bianco · d7 alfiere del bianco · c5 alfiere del nero | b8 re del nero · d8 re del bianco · d7 alfiere del bianco · c5 alfiere del nero | b8 re del nero · d8 re del bianco · d7 alfiere del bianco · c5 alfiere del nero | b8 re del nero · d8 re del bianco · d7 alfiere del bianco · c5 alfiere del nero | b8 re del nero · d8 re del bianco · d7 alfiere del bianco · c5 alfiere del nero | b8 re del nero · d8 re del bianco · d7 alfiere del bianco · c5 alfiere del nero | b8 re del nero · d8 re del bianco · d7 alfiere del bianco · c5 alfiere del nero | 8 |
| 7 | b8 re del nero · d8 re del bianco · d7 alfiere del bianco · c5 alfiere del nero | b8 re del nero · d8 re del bianco · d7 alfiere del bianco · c5 alfiere del nero | b8 re del nero · d8 re del bianco · d7 alfiere del bianco · c5 alfiere del nero | b8 re del nero · d8 re del bianco · d7 alfiere del bianco · c5 alfiere del nero | b8 re del nero · d8 re del bianco · d7 alfiere del bianco · c5 alfiere del nero | b8 re del nero · d8 re del bianco · d7 alfiere del bianco · c5 alfiere del nero | b8 re del nero · d8 re del bianco · d7 alfiere del bianco · c5 alfiere del nero | b8 re del nero · d8 re del bianco · d7 alfiere del bianco · c5 alfiere del nero | 7 |
| 6 | b8 re del nero · d8 re del bianco · d7 alfiere del bianco · c5 alfiere del nero | b8 re del nero · d8 re del bianco · d7 alfiere del bianco · c5 alfiere del nero | b8 re del nero · d8 re del bianco · d7 alfiere del bianco · c5 alfiere del nero | b8 re del nero · d8 re del bianco · d7 alfiere del bianco · c5 alfiere del nero | b8 re del nero · d8 re del bianco · d7 alfiere del bianco · c5 alfiere del nero | b8 re del nero · d8 re del bianco · d7 alfiere del bianco · c5 alfiere del nero | b8 re del nero · d8 re del bianco · d7 alfiere del bianco · c5 alfiere del nero | b8 re del nero · d8 re del bianco · d7 alfiere del bianco · c5 alfiere del nero | 6 |
| 5 | b8 re del nero · d8 re del bianco · d7 alfiere del bianco · c5 alfiere del nero | b8 re del nero · d8 re del bianco · d7 alfiere del bianco · c5 alfiere del nero | b8 re del nero · d8 re del bianco · d7 alfiere del bianco · c5 alfiere del nero | b8 re del nero · d8 re del bianco · d7 alfiere del bianco · c5 alfiere del nero | b8 re del nero · d8 re del bianco · d7 alfiere del bianco · c5 alfiere del nero | b8 re del nero · d8 re del bianco · d7 alfiere del bianco · c5 alfiere del nero | b8 re del nero · d8 re del bianco · d7 alfiere del bianco · c5 alfiere del nero | b8 re del nero · d8 re del bianco · d7 alfiere del bianco · c5 alfiere del nero | 5 |
| 4 | b8 re del nero · d8 re del bianco · d7 alfiere del bianco · c5 alfiere del nero | b8 re del nero · d8 re del bianco · d7 alfiere del bianco · c5 alfiere del nero | b8 re del nero · d8 re del bianco · d7 alfiere del bianco · c5 alfiere del nero | b8 re del nero · d8 re del bianco · d7 alfiere del bianco · c5 alfiere del nero | b8 re del nero · d8 re del bianco · d7 alfiere del bianco · c5 alfiere del nero | b8 re del nero · d8 re del bianco · d7 alfiere del bianco · c5 alfiere del nero | b8 re del nero · d8 re del bianco · d7 alfiere del bianco · c5 alfiere del nero | b8 re del nero · d8 re del bianco · d7 alfiere del bianco · c5 alfiere del nero | 4 |
| 3 | b8 re del nero · d8 re del bianco · d7 alfiere del bianco · c5 alfiere del nero | b8 re del nero · d8 re del bianco · d7 alfiere del bianco · c5 alfiere del nero | b8 re del nero · d8 re del bianco · d7 alfiere del bianco · c5 alfiere del nero | b8 re del nero · d8 re del bianco · d7 alfiere del bianco · c5 alfiere del nero | b8 re del nero · d8 re del bianco · d7 alfiere del bianco · c5 alfiere del nero | b8 re del nero · d8 re del bianco · d7 alfiere del bianco · c5 alfiere del nero | b8 re del nero · d8 re del bianco · d7 alfiere del bianco · c5 alfiere del nero | b8 re del nero · d8 re del bianco · d7 alfiere del bianco · c5 alfiere del nero | 3 |
| 2 | b8 re del nero · d8 re del bianco · d7 alfiere del bianco · c5 alfiere del nero | b8 re del nero · d8 re del bianco · d7 alfiere del bianco · c5 alfiere del nero | b8 re del nero · d8 re del bianco · d7 alfiere del bianco · c5 alfiere del nero | b8 re del nero · d8 re del bianco · d7 alfiere del bianco · c5 alfiere del nero | b8 re del nero · d8 re del bianco · d7 alfiere del bianco · c5 alfiere del nero | b8 re del nero · d8 re del bianco · d7 alfiere del bianco · c5 alfiere del nero | b8 re del nero · d8 re del bianco · d7 alfiere del bianco · c5 alfiere del nero | b8 re del nero · d8 re del bianco · d7 alfiere del bianco · c5 alfiere del nero | 2 |
| 1 | b8 re del nero · d8 re del bianco · d7 alfiere del bianco · c5 alfiere del nero | b8 re del nero · d8 re del bianco · d7 alfiere del bianco · c5 alfiere del nero | b8 re del nero · d8 re del bianco · d7 alfiere del bianco · c5 alfiere del nero | b8 re del nero · d8 re del bianco · d7 alfiere del bianco · c5 alfiere del nero | b8 re del nero · d8 re del bianco · d7 alfiere del bianco · c5 alfiere del nero | b8 re del nero · d8 re del bianco · d7 alfiere del bianco · c5 alfiere del nero | b8 re del nero · d8 re del bianco · d7 alfiere del bianco · c5 alfiere del nero | b8 re del nero · d8 re del bianco · d7 alfiere del bianco · c5 alfiere del nero | 1 |
|   | a                                                                               | b                                                                               | c                                                                               | d                                                                               | e                                                                               | f                                                                               | g                                                                               | h                                                                               |   |

1. 1...Ra8
2. 2Rc8 Aa7??
3. Ac6#